# Оуэнс, Роберт Аллен
Роберт Аллен Оуэнс англ. Robert Allen Owens (13 сентября 1920 – 1 ноября 1943) – сержант Корпуса морской пехоты США, погибший в бою в ходе войны на Тихом океане во время Второй мировой войны. Награждён посмертно высочайшей военной наградой США – медалью Почёта за свои действия в ходе первого дня боёв на острове Бугенвиль

## Военная карьера
Роберт Аллен Оуэнс родился 13 сентября 1920  года в г. Гринвилл, штат Южная Каролина. Затем семья перебралась в Спартанберг, штат Южная Каролина, позднее Оуэнс указывал этот город как свой родной. После двух лет в хай-скул он стал работать рабочим на текстильном производстве в соседней городе. После пяти лет работы на этом месте он 10 февраля 1942 года вступил в ряды морской пехоты.
В 1942 году Оуэнс прошёл рекрутскую подготовку на учебной базе Пэрис-айленд, штат Южная Каролина. Оуэнс продолжил свою подготовку в первом учебном батальоне первой дивизии морской пехоты, тогда базировавшейся на Нью-ривер, штат Северная Каролина. В июне учебная часть была преобразована в роту А, первого батальона, третьего полка третьей дивизии морской пехоты. В сентябре 1942 года дивизия отправилась на Тихий океан, третий полк разместился на заморской базе на острове Тутуила, Американское Самоа. Позднее полк был переведён на Новую Зеландию и Гуадаканал для подготовки к своему первому боевому назначению. После 21 месяца подготовки Оуэнс принял участие в своём первом и последнем бою
1 ноября 1943 года морская пехоты предприняла механизированную высадку  на мысе Торокина, остров Бугенвиль и наткнулась на ожесточённое сопротивление японцев, обстреливавших американцев из своего единственного 75 мм полкового орудия Тип 94, хорошо замаскированного и размещённого в бункере, усиленным брёвнами кокосовых деревьев. Японцам удалось уничтожить четыре десантных катера и повредить ещё десять, что поставило под серьёзную угрозу успех операции. Ни одна лодка не могла подойти к берегу ближе чем на 150 ярдов. Японцам удалось так разместить позицию, что она была неуязвима для гранат и  винтовочного огня с берега и могла быть атакована только с фронта.
Оценив ситуацию, сержант Оуэнс решил, что единственный путь нейтрализовать орудие, это атаковать его прямо с фронта. Позвав четверых добровольцев сопровождать его, он расположил их так, чтобы они держали под обстрелом соседние бункеры. Выбрав нужный момент для достижения цели, он бросился к бойнце откуда непрерывно стреляло вражеское орудие. Ворвавшись в укрытие, он напал на японцев, выгонив их под огонь своего товарищ- стрелка. В ходе преследования японцев он был убит наповал.
Позднее было обнаружено, что вражеское орудие было уже заряжено а затвор почти закрыт в тот момент когда сержант Оуэнс ворвался через бойницу. Более 150 снарядов осколочно-фугасных снарядов были сложены и готовы к стрельбе. Противник весьма полагался на это орудие, в своих планах по отражению высадки морской пехоты. Японцы предприняли несколько решительных попыток вернуть орудие, оказавшихся бесплодными. Генерал-майор Тёрнидж, командующий третьей дивизией морской пехоты так описал героизм Оуэнса: «Среди множества смелых поступков на плацдарме Бугенвиля ни один другой не спас больше жизней своих товарищей и не внёс столь значительного вклада в успех высадки».
Генерал Александр Вандергрифт, в то время занимавший пост коменданта корпуса морской пехоты и генерал-майор Тёрнидж так рьяно настаивали на награждении медалью Почёта сержанта Оуэнса (уже награждённого военно-морским крестом посмертно) что его дело было пересмотрено и представление генералов было одобрено. 12 августа 1945 года генерал-майор Клейтон Б. Вогель, начальник учебной базы Пэррис-айленд, вручил медаль Почёта отцу сержанта Оуэнса в его доме в Драйтоне, штат Южная Каролина.
Тело Оуэнса сначала было погребено на кладбище служащих армии, флота и морской пехоты на острове Бугенвиль, но позднее было перезахоронено на Американском кладбище в Маниле, формальное название Американское военное кладбище Форт-Маккинли.

## Наградная надпись к медали Почёта
Президент Соединённых штатов с гордостью награждает МЕДАЛЬЮ ПОЧЁТА посмертно
СЕРЖАНТА РОБЕРТА А. ОУЭНСА
КОРПУС МОРСКОЙ ПЕХОТЫ США
За службу указанную в нижеследующей ЦИТАТЕ
За выдающуюся храбрость и отвагу, проявленные с риском для жизни при выполнении долга службы и за его пределами в ходе службы в дивизии морской пехоты в бою против вражеских японских сил во время особо опасных десантных операций на мысе Торокина, Бугенвиль, Соломоновы острова 1 ноября 1943 года. Оказавшись в пределах досягаемости расположенного на стратегической береговой позиции, хорошо защищённого и замаскированного японского 75-мм полкового орудия наши десантные части приближаясь к берегу стали нести тяжёлые потери в людях и лодках, успех операции оказался под серьёзным угрозой   пришлось продвигаться.  Заметив неэффективность стрельбы из винтовок и забрасывания гранат со стороны морских пехотинцев против беспрестанного опустошающего обстрела вражеского оружия и осознавая необходимость в немедленных действиях, сержант Оуэнс без колебаний двинулся к вражескому бункеру со стороны фронта и, позвав четырёх своих товарищей на помощь, с осторожностью разместил их на позициях, так чтобы они прикрывали от обстрела со стороны двух примыкающих вражеских бункеров. Выбрав момент, дающий возможность подойти к бункерам он бросился к бойнице, откуда непрерывно стреляла пушка, и ворвался в укрытие, оттесняя орудийный расчёт к задней двери, при этом он получил ранение. Проявив неукротимость и агрессивность перед лицом едва ли не неминуемой смерти сержант Оуэнс подавил вражеское орудие имевшее бесценное значение для японской обороны и своей блестящей инициативой и героическим духом самопожертвования, внёс неизмеримый вклад в успех жизненно важных десантных операций. Своим доблестным поведением он заслужил высочайшую славу для себя и для военно-морской службы США.
/подп/Гарри С. Трумэн
Оригинальный текст (англ.)
The President of the United States takes pride in presenting the MEDAL OF HONOR posthumously to
SERGEANT ROBERT A. OWENS
UNITED STATES MARINE CORPS
for service as set forth in the following CITATION:
For conspicuous gallantry and intrepidity at the risk of his life above and beyond the call of duty while serving with a marine division, in action against enemy Japanese forces during extremely hazardous landing operations at Cape Torokina, Bougainville, Solomon Islands, on 1 November 1943. Forced to pass within disastrous range of a strongly protected, well-camouflaged Japanese 75-mm. regimental gun strategically located on the beach, our landing units were suffering heavy losses in casualties and boats while attempting to approach the beach, and the success of the operations was seriously threatened. Observing the ineffectiveness of marine rifle and grenade attacks against the incessant, devastating fire of the enemy weapon and aware of the urgent need for prompt action, Sgt. Owens unhesitatingly determined to charge the gun bunker from the front and, calling on 4 of his comrades to assist him, carefully placed them to cover the fire of the 2 adjacent hostile bunkers. Choosing a moment that provided a fair opportunity for passing these bunkers, he immediately charged into the mouth of the steadily firing cannon and entered the emplacement through the fire port, driving the guncrew out of the rear door and insuring their destruction before he himself was wounded. Indomitable and aggressive in the face of almost certain death, Sgt. Owens silenced a powerful gun which was of inestimable value to the Japanese defense and, by his brilliant initiative and heroic spirit of self-sacrifice, contributed immeasurably to the success of the vital landing operations. His valiant conduct throughout reflects the highest credit upon himself and the U.S. Naval Service.
/S/ Harry S. Truman

В честь сержанта Оуэнса был назван эсминец USS Robert A. Owens (DD-827) типа Гиринг, спущенный на воду 28 января 1948 года. В 1982 году он был передан Турции а в 1999 году продан на слом.